# Ђиро д’Италија 2024.
Ђиро д’Италија 2024. било је 107. издање етапне бициклистичке трке, једне од три Гранд тур трке — Ђиро д’Италије. Старт трке био је 4. маја 2023. у насељу Венарија Реале у Торину, а последња етапа је вожена 26. маја у Риму.
Укупна дужина трке износила је 3.317.5 km. Првобитно је планирано да се вози 3.408 km, али је због лошег времена етапа 16 скраћена са 206 на 118,7 km. Вожена је 21 етапа, уз два дана одмора, након девете и након етапе 15. Етапе су биле класификоване као шест лаких, осам средње тешких, пет тешких и два хронометра. Четири етапе су биле означене са пет звјездица као најтеже, двије су биле означене са четири звјездице, осам са три, пет са двије и двије са једном звјездицом. Било је планирано да се вози укупно 44 успона, од чега 12 прве категорије укључујући Пасо дел Мортироло, Монте грапа и Пасо дело Стелвио, који је требало да буде Чима Копи, девет друге категорије, десет треће и 13 четврте, док нису вожени успони Коле деле Финестре, Мортироло, Пасо ди Гавија, Коле Сестријере, Коле дел’Ањело и Монте Зонколан. Пасо дело Стелвио је уклоњен са руте 14. маја, недељу дана прије него што је требало да буде вожен, због лавина, а нови Чима Копи је био успон Умбраилпас. Пред почетак етапе 16, због великог снијега и кише, етапа је скраћена, није вожен Умбраилпас, а нови Чима Копи био је успон Пасо Села. Укупно је циљ седам етапа био на успону, од чега пет на успону прве категорије, а циљ по једне етапе био је на успонима друге и четврте категорије.
Побједник Ђира 2023. — Примож Роглич, као и трећепласирани Жоао Алмеида, нису возили како би се фокусирали на Тур де Франс, а највећи фаворит био је Тадеј Погачар, двоструки побједник Тур де Франса, који је дебитовао на Ђиру и покушавао је да постане први возач послије Марка Пантанија 1998. који ће освојити Ђиро д’Италију и Тур де Франс исте године. Други фаворити били су побједник Тур де Франса 2018. и другопласирани на Ђиро д’Италији 2023. — Герент Томас, Данијел Мартинез, Ромен Барде, Дамијано Карузо, Тимен Аренсман и Бен о Конор. Поред Погачара, на Ђиру су дебитовали Жилијен Алафилип, Сиан Ојтебрукс, Кристоф Лапорт и Фабио Јакобсен. Доменико Поцовиво је возио по последњи пут и изједначио је рекорд Владимира Панице са 18 учешћа на Ђиру.
Ђиро је освојио Тадеј Погачар, девет минута и 56 секунди испред Данијела Мартинеза, што је била највећа разлика између побједника и другопласираног од 1965. На трећем мјесту завршио је Герент Томас, десет минута и 24 секунде иза Погачара, поставши најстарији возач у историји који је Ђиро завршио на подијуму, као и први који је завршио на подијуму двије године заредом, послије Тома Димулена 2017. и 2018. Џонатан Милан је освојио класификацију по поенима, Погачар брдску класификацију, Антонио Тибери класификацију за најбољег младог возача, а тим Декатлон АГ2Р ла мондијал је освојио тимску класификацију. Од мањих класификација, за које се нису додјељивале мајице, Жилијен Алафилип је освојио класификацију за најагресивнијег возача, Андреа Пјетробон спринт и класификацију за бијег, за највише проведених километара у бијегу, а Филипо Фјорели је освојио интерђиро класификацију, која је уведена први пут послије 2005. Погачар је остварио шест етапних побједа, што је највише на једном Ђиру од 2004. када је Алесандро Петаки остварио девет побједа; Милан и Тим Мерлије су остварили по три.
Трку је због падова, повреда или болести морало да напусти 34 возача, међу којима су били Ојтебрукс, Еди Данбар, Олав Кој, Јакобсен и Бинијам Грмај.

## Тимови
На трци су учествовала 22 тима, са по осам возача. Свих 18 ворлд тур тимова имало је аутоматску позивницу и били су обавезни да учествују; два најбоља про тур тима за претходну сезону такође су имали аутоматску позивницу за све ворлд тур трке, док су организатори трке — RCS Sport, имали право да додијелиле још двије вајлд кард позивнице.
Године 2019. донесено је правило да најбољи про тур тим у рангирању има загарантовано учешће на свакој ворлд тур трци наредне сезоне, а другопласирани има загарантовано учешће на свим једнодневним ворлд тур тркама. Током 2022. донесено је правило о испадању два најслабија тима из ворлд тура на крају периода бодовања од три године, за период од 2020. до 2022. године, када тимовима истичу трогодишње лиценце, након чега је донесено правило да два најбоља про тур тима имају загарантовано учешће на свим ворлд тур тркама, а трећи на једнодневним тркама током наредне сезоне. Лото—дестини и Израел—премијер тех су били најбољи про тур тимови на крају сезоне и имали су загарантовано учешће на свим ворлд тур тркама, док је Уно—Х мобилити имао загарантовано учешће на једнодневним ворлд тур тркама. Лото—дестини је одбио да учествују на трци, пропуствши је другу годину заредом. Специјалне позивнице су објављене 23. јануара 2024. године, а добили су их ВФ груп—Бардијани—ЦСФ—фаизане, Полти—комета и Тудор про сајклинг.
Од 176 возача, њих 59 возило је Ђиро по први пут. Возачи који су наступили долазили су из 29 држава; пет држава је имало преко десет возача: Италија (43), Француска (22), Белгија (14), а Њемачка и Холандија по 12. најмлађи возач био је Ђулио Пелицари из тима ВФ груп—Бардијани—ЦСФ—фаизане, са 20 година, док је најстарији био Доменико Поцовиво, такође из тима ВФ груп—Бардијани—ЦСФ—фаизане, са 41 годином, који је возио Ђиро по рекордни 18 пут.
UCI ворлд тур тимови:
| - Алпесин—декунинк - Аркеа—бб хотелс - Астана Казахстан - Бахреин—викторијус - Бора–ханзгро - Визма—лејз а бајк - Групама—ФДЈ - Декатлон АГ2Р ла мондијал - ДСМ—фирмениш постнл | - ЕФ едукејшон—изипост - Инеос гренадирс - Интермарше—ванти - Кофидис - Лидл—трек - Мовистар - Судал—Квик-степ - УАЕ тим Емирејтс - Џејко—алула |

UCI про тур тимови:
| - ВФ груп—Бардијани—ЦСФ—фаизане - Израел—премијер тех | - Полти—комета - Тудор про сајклинг |

## Фаворити
Највећи фаворит за освајање био је Тадеј Погачар, двоструки побједник Тур де Франса, који је по први пут возио Ђиро д’Италију. Прије Ђира, освојио је Страде Бјанке соло нападом на 81 km до циља, Вуелта а Каталуњу, гдје је остварио четири етапне побједе на седам етапа и освојио је брдску и класификацију по поенима,, као и Лијеж—Бастоњ—Лијеж нападом на 35 km до циља. Истакао је да послије Ђира планира да вози Тур де Франс, како би покушао да постане први возач послије Марка Пантанија 1998. који ће освојити Ђиро и Тур исте године, изјавивши да би волио да постигне оно што је Пантани. Њега су подржали медији, који су сматрали да може да освоји обје трке, а такође га је подржао Мигел Индураин, док је Ремко Евенепул изјавио да ако постоји неки возач који може да освоји Ђиро и Тур исте године, да је то Погачар. Други фаворити за генерални пласман били су Герент Томас, побједник Тур де Франса 2018. који је Ђиро д’Италију 2023. завршио на другом мјесту, изгубивши од Приможа Роглича на хронометру на етапи 20, последњој такмичарској етапи, након што је имао предност од 26 секунди пред хронометар, Ромен Барде који је Тур де Франс два пута завршио на подијуму, Бен о Конор, Данијел Мартинез, Еди Данбар и Сиан Ојтебрукс, Антонио Тибери и Дамијано Карузо, који је Ђиро 2021. завршио на другом мјесту, а 2023. на четвртом. Возили су такође Хју Карти и Мајкл Вудс, који су завршавали у првих десет на гранд тур тркама, као и Наиро Кинтана, побједник Ђира 2014. који се вратио такмичењу послије једногодишње паузе током које је био без тима и једини је бивши побједник који је стартовао трку 2024.
Класификацију по поенима је 2023. освојио је Џонатан Милан, који је 2024. прешао у други тим, али је поново био највећи фаворит за освајање класификације. Послије Милана, највеће шансе су даване Олаву Коју, који је дебитовао на Ђиру, а на Тур оф Бритејн трци 2023. остварио је четири побједе заредом, на прве четири етапе. Поред Која, за тим Визма—лејз а бајк требало је да вози и Ваут ван Арт, али је пао на Дварс дор Фландерену, због чега је морао да пропусти преостале класике и Ђиро. Остали фаворити били су Тим Мерлије који је остварио по једну етапну побједу на Ђиру и Туру, Кејден Гроувс који је освојио класификацију по поенима на Вуелта а Еспањи, Лоренс Пичи, Бинијам Грмај и Фабио Јакобсен.
У брдској класификацији највећи фаворит је такође био Погачар, који је два пута када је освојио Тур де Франс такође освојио и брдску класификацију. Флоријан Липовиз је возио у тиму заједно са Мартинезом, али након што је завршио Тур де Романди на трећем мјесту у генералном пласману, сматрао се једним од фаворита за брдску класификацију на Ђиру. Остали фаворити били су Вудс, Лоренцо Фортунато, Филипо Цана, Маури Вансевенант, Мајкл Сторер и Ејнер Рубио.
Највећи фаворит у класификацији за најбољег младог возача био је Тимен Аренсман, који је Ђиро 2023. завршио на шестом мјесту у генералном пласману и на другом мјесту у класификацији младих возача. Други велики фаворити били су Ојтебрукс, који је дебитовао на Ђиру, а 2023. је завршио Вуелта а Еспању на осмом мјесту, Антонио Тибери, који је такође дебитовао на Ђиру, као и Лук Плап који је прије трке завршио Париз—Ницу на шестом мјесту. Остали фаворити били су Липовиц, Ђулио Пелицари, Валентен Паре Пентре и Вансевенант.

## Новчане награде
Укупан новчани фонд на износио је 1.606.160 евра, док је наградни фонд на Тур де Франсу 2023. износио 2.308.200 евра. Побједник је добио 265.668 евра, другопласирани 113.412, трећепласирани 68.801, а новчане награде добили су возачи који су завршили до 20 мјеста у генералном пласману. Побједници класификације по поенима и класификације за најбољег младог возача добијали су по 10.000, другопласирани по 8.000, трећепласирани по 6.000, четворочлани 4.000 и петопласирани 2.000 евра. Побједник брдске класификације добио је 5.000 евра, другопласирани 4.000, трећепласирани 3.000, четвртопласирани 2.000 и петопласирани 1.000 евра. У тимској класификацији, новчане награде добијало је пет најбољих тимова, од 5.000 за побједника до 1.000 евра за петопласирани тим. У избору за најагресивнијег возача цијеле трке, побједник је добио 5.000 евра, другопласирани 4.000, а трећепласирани 3.000, док је најагресивнији возач на свакој појединачној етапи добијао по 1.000 евра. Лидер генералног пласмана добијао је по 2.000 евра дневно, лидери брдске, класификације за најбољег младог возача и класификације по поенима добијали су по 750 евра, а такође, по тројица возача која су на свакој појединачној етапи освојили највише бодова у брдској, као и у класификацији по поенима, добијали су по 700, 400 и 200 евра.
Побједник сваке етапе добијао је 11.010 евра, другопласирани 5.508, трећепласирани 2.753, а новац је добијало првих 20 возача на етапи, са тим да су возачи од десетог до 20 мјеста добијали по 276 евра. На трци су постојале бројне мање класификације, како би новац зарадили и слабији тимови. Побједник спринт класификације добио је 8.000 евра, док су награде добили петорица првопласираних, а петорица првопласираних на сваком пролазном циљу на свакој етапи добијали су од 500 до 100 евра. Побједник класификације за бијег добио је 5.000 евра, а возач који је провео највише километара у бијегу на свакој етапи добијао је по 200 евра. Побједник интерђиро класификације добио је 7.000 евра, а награде су добила петорица првопласираних возача, док су на свакој етапи награде такође добијала петорица првопласираних, од 1.500 до 300 евра.
| Позиција | Класификације     | Класификације        | Класификације            | Класификације       | Класификације | Класификације        | Класификације        | Класификације           | Класификације          |
| Позиција | розе              | Плава мајица         | Љубичаста мајица         | Бијела мајица       |               |                      |                      |                         |                        |
| Позиција | Генерални пласман | Брдска класификација | Класификација по поенима | Најбољи млади возач | Тимови        | Најагресивнији возач | Спринт класификација | Интерђиро класификација | Класификација за бијег |
| -------- | ----------------- | -------------------- | ------------------------ | ------------------- | ------------- | -------------------- | -------------------- | ----------------------- | ---------------------- |
| 1.       | 265.668 евра      | 5.000 евра           | 10.000 евра              | 10.000 евра         | 5.000 евра    | 5.000 евра           | 8.000 евра           | 7.000 евра              | 5.000 евра             |
| 2.       | 113.412 евра      | 4.000 евра           | 8.000 евра               | 8.000 евра          | 4.000 евра    | 4.000 евра           | 6.000 евра           | 5.000 евра              | —                      |
| 3.       | 68.801 евро       | 3.000 евра           | 6.000 евра               | 6.000 евра          | 3.000 евра    | 3.000 евра           | 4.000 евра           | 4.000 евра              | —                      |
| 4.       | 21.516 евра       | 2.000 евра           | 4.000 евра               | 4.000 евра          | 2.000 евра    | —                    | 2.000 евра           | 3.000 евра              | —                      |
| 5.       | 18.154 евра       | 1.000 евра           | 2.000 евра               | 2.000 евра          | 1.000 евра    | —                    | 1.000 евра           | 1.000 евра              | —                      |
| 6—7.     | 13.588 евра       | —                    | —                        | —                   | —             | —                    | —                    | —                       | —                      |
| 8—9.     | 10.725 евра       | —                    | —                        | —                   | —             | —                    | —                    | —                       | —                      |
| 10.      | 7.863 евра        | —                    | —                        | —                   | —             | —                    | —                    | —                       | —                      |
| 11—20.   | 2.863 евра        | —                    | —                        | —                   | —             | —                    | —                    | —                       | —                      |
| Дневно   | 2.000 евра        | 750 евра             | 750 евра                 | 750 евра            | —             | —                    | —                    | —                       | —                      |

| Позиција на етапама | Етапе       | Етапе                | Етапе                | Етапе                    | Етапе       | Етапе                   | Етапе                | Етапе    | Етапе |
| Позиција на етапама | Циљ         | Спринт класификација | Брдска класификација | Класификација по поенима | Најбољи тим | Интерђиро класификација | Најагресивнији возач | Бијег    |       |
| ------------------- | ----------- | -------------------- | -------------------- | ------------------------ | ----------- | ----------------------- | -------------------- | -------- | ----- |
| 1.                  | 11.010 евра | 500 евра             | 700 евра             | 700 евра                 | 500 евра    | 1.500 евра              | 1.000 евра           | 200 евра |       |
| 2.                  | 5.508 евра  | 400 евра             | 400 евра             | 400 евра                 | 300 евра    | 1.000 евра              | —                    | —        |       |
| 3.                  | 2.753 евра  | 300 евра             | 200 евра             | 200 евра                 | 100 евра    | 700 евра                | —                    | —        |       |
| 4.                  | 1.377 евра  | 200 евра             | —                    | —                        | —           | 500 евра                | —                    | —        |       |
| 5.                  | 1.102 евра  | 100 евра             | —                    | —                        | —           | 300 евра                | —                    | —        |       |
| 6—7.                | 826 евра    |                      | —                    | —                        | —           |                         | —                    | —        |       |
| 8—9.                | 551 евро    |                      | —                    | —                        | —           |                         | —                    | —        |       |
| 10—20.              | 276 евра    |                      | —                    | —                        | —           |                         | —                    | —        |       |

## Рута и етапе
| Етапа  | Датум   | Рута                                                      | Дистанца | Тип    | Тип                       | Побједник                  | Реф.       |        |
| ------ | ------- | --------------------------------------------------------- | -------- | ------ | ------------------------- | -------------------------- | ---------- | ------ |
| 1.     | 4. мај  | Венарија Реале — Торино                                   | 140      |        | Лакша брдска етапа        | Хонатан Нарваез (ЕКВ)      | [ 56 ]     |        |
| 2.     | 5. мај  | Сан Франческо ал Кампо — Сантунарио си Оропа (Бјела)      | 161      |        | Средње тешка брдска етапа | Тадеј Погачар (СЛО)        | [ 57 ]     |        |
| 3.     | 6. мај  | Новара — Фосано                                           | 166      |        | Равна етапа               | Тим Мерлије (БЕЛ)          | [ 58 ]     |        |
| 4.     | 7. мај  | Акви Терме — Андора                                       | 190      |        | Равна етапа               | Џонатан Милан (ИТА)        | [ 59 ]     |        |
| 5.     | 8. мај  | Ђенова — Лука                                             | 178      |        | Лакша брдска етапа        | Бенжамен Томас (ФРА)       | [ 60 ]     |        |
| 6.     | 9. мај  | Вијаређо — Раполано Терме                                 | 180      |        | Транзициона етапа         | Пелајо Санчез (ШПА)        | [ 61 ]     |        |
| 7.     | 10. мај | Фолињо — Перуђа                                           | 40,6     |        | Индивидуални хронометар   | Тадеј Погачар (СЛО)        | [ 62 ]     |        |
| 8.     | 11. мај | Сполето — Прати ди Тиво                                   | 152      |        | Тешка брдска етапа        | Тадеј Погачар (СЛО)        | [ 63 ]     |        |
| 9.     | 12. мај | Авецано — Напуљ                                           | 214      |        | Равна етапа               | Олав Кој (ХОЛ)             | [ 64 ]     |        |
|        | 13. мај |                                                           |          |        | Дан одмора                | Дан одмора                 | Дан одмора |        |
| 10.    | 14. мај | Помпеи — Кузано Мутри                                     | 142      |        | Тешка брдска етапа        | Валентен Паре Пентре (ФРА) | [ 65 ]     |        |
| 11.    | 15. мај | Фојано ди Вал Форторе — Франкавила ал Маре                | 207      |        | Равна етапа               | Џонатан Милан (ИТА)        | [ 66 ]     |        |
| 12.    | 16. мај | Мартинсикуро — Фано                                       | 193      |        | Лакша брдска етапа        | Жилијен Алафилип (ФРА)     | [ 67 ]     |        |
| 13.    | 17. мај | Ричионе — Ченто                                           | 179      |        | Равна етапа               | Џонатан Милан (ИТА)        | [ 68 ]     |        |
| 14.    | 18. мај | Кастиљоне деле Стивере (Швајцарска) — Дезенцано дел Гарда | 31,2     |        | Индивидуални хронометар   | Филипо Гана (ИТА)          | [ 69 ]     |        |
| 15.    | 19. мај | Манерба дел Гарда — Ливињо                                | 222      |        | Тешка брдска етапа        | Тадеј Погачар (СЛО)        | [ 70 ]     |        |
|        | 20. мај |                                                           |          |        | Дан одмора                | Дан одмора                 | Дан одмора |        |
| 16.    | 21. мај | Ливињо Лаза — Санта Кристина Валгардена                   | 118.7 km   |        | Тешка брдска етапа        | Тадеј Погачар (СЛО)        | [ 71 ]     |        |
| 17.    | 22. мај | Селва — Пасо дел Брокон                                   | 159      |        | Тешка брдска етапа        | Георг Стајнхаузер (ЊЕМ)    | [ 72 ]     |        |
| 18.    | 23. мај | Фјера ди Примијеро — Падова                               | 178      |        | Равна етапа               | Тим Мерлије (БЕЛ)          | [ 73 ]     |        |
| 19.    | 24. мај | Мортељано — Сапада                                        | 157      |        | Средње тешка брдска етапа | Андреа Вендраме (ИТА)      | [ 74 ]     |        |
| 20.    | 25. мај | Алпаго — Басано дел Грапа                                 | 184      |        | Тешка брдска етапа        | Тадеј Погачар (СЛО)        | [ 75 ]     |        |
| 21.    | 26. мај | Рим — Рим                                                 | 125      |        | Равна етапа               | Тим Мерлије (БЕЛ)          | [ 76 ]     |        |
| Укупно | Укупно  | Укупно                                                    | 3317.5   | 3317.5 | 3317.5                    | 3317.5                     | 3317.5     | 3317.5 |

## Класификације
На Ђиро д’Италији, као и на друге двије гранд тур трке, додјељују се четири различите мајице, за четири класификације. Поред четири главне, постоје и мање класификације, за које се не додјељују мајице.
- Прва и најважнија класификација био је генерални пласман; побједник генералног пласмана је и побједник Ђира. Пласман се рачунао тако што су се на времена возача остварена на првој етапи, додавала времена остварена на свакој наредној.[77] Три првопласирана возача на свакој етапи добијали су временску бонификацију, 10, 6 и 4 секунде.[78] На свим друмским етапама, постојала су два пролазна циља и интерђиро циљ, а на другом пролазном циљу и интерђиро циљу додјељивале су се секунде бонификације за прву тројицу возача, 3, 2 и 1 секунда.[5][17][79] Возач са најмањим временом у току трку носио је розе мајицу и сматра се побједником Ђира на крају.[80][81]

- Једна од другостепених класификација била је класификација по поенима. Возачи су добијали поене на свакој етапи, док је број поена који се додјељивао зависио од типа етапе. До 2014. године, број поена који се додјељује био је исти на свим етапама (по 25 за побједника), због чега су класификацију освајали и возачи који се боре за генерални пласман. Од Ђира 2014. систем је промијењен, да би спринтери добили више шанси за освајање класификације.[81] Број поена који се додјељује и број возача који добијају поене зависи од типа етапе:[82]

- - на равним етапама поене је добијало првих 15 возача (50, 35, 25, 18, 14, 12, 10, 8, 7, 6, 5, 4, 3, 2, 1);
  - На средње тешким брдским етапама поене ј inе добијало десет првопласираних возача (25, 18, 12, 8, 6, 5, 4, 3, 2, 1);
  - На тешким брдским етапама поене су добијала такође десеторица првопласираних возача, али је број поена који се додјељивао био мањи (15, 12, 9, 7, 6, 5, 4, 3, 2 и 1).

На свим друмским етапама, постојала су два пролазна циља и интерђиро циљ, а на првом пролазном циљу и интерђиро циљу додјељивали су се бодови у класификацији по поенима за прву осморицу возача (12, 8, 6, 5, 4, 3, 2, 1). Лидер класификације од 2017. носи љубичасту мајицу (итал. Maglia Ciclamino). Од 1970. до 2010, такође је кориштена љубичаста мајица (боје слеза), док је у периоду од 2010. до 2016. мајица за лидера класификације била црвена.
- Једна од другостепених класификација била је и брдска класификација, за коју су се поени додјељивали првим возачима који пређу преко назначених успона. Успони су били категоризовани у пет категорија:[82]
  - Чима Копи: додјељивао се само на највишем успону на Ђиру, 2023. то је прво требало да буде Пасо дело Стелвио, а затим Умбраилпас, али се нису возили због лошег времена и Чима Копи је био успон Пасо Села.[7] Поени су се додјељивали деветорици првопласираних возача преко успона (50, 30, 20, 14, 10, 6, 4, 2);[82]
  - Прва категорија: на успонима прве категорије поене је добијало осам првопласираних возача (40, 18, 12, 9, 6, 4, 2, 1);[79]
  - Друга категорија: поени су се додјељивали шесторици првопласираних возача преко успона (18, 8, 6, 4, 2, 1)[82];
  - Трећа категорија: поени су се додјељивали четворици првопласираних возача (9, 4, 2, 1);[82]
  - Четврта категорија: поени су се додјељивали тројици првопласираних возача (3, 2, 1).[82] Лидер класификације носио је плаву мајицу током трке.[83]

- Четврта мајица која се додјељивала је за најбољег младог возача. Лидер се одлучивао по оствареном времену, исто као и за генерални пласман.[86] Такмичили су се само возачи млађи од 25 година, а лидер је носио бијелу мајицу током трке.[80][82]

- Последња од већих класификација била је тимска класификација, која се рачунала тако што су се сабирала времена прва три возача из сваког тима, на свакој етапи посебно; времена су се додавала на претходна и сабирала се, а лидер је био тим са најмањим временом.[81]

Поред главних, додјељивале су се награде и за неколико мањих класификација:
- Једна од мањих класификација била је спринт класификација. На свим друмским етапама постојала су два пролазна циља, а поени за спринт класификацију додјељивали су се на оба пролазна циља. Број поена који се додјељивао био је исти, без обзира на тип етапе, а поене је добијало пет возача (10, 6, 3, 2, 1).[5] Возач са највише освојених поена на пролазним циљевима је био побједник класификације.[82]

- Друга мања класификација била је класификација за агресивност, која је названа „борбени дух“.[82] У анкети на страници трке на друштвеној мрежи Twitter, навијачи су гласали за најагресивнијег возача на свакој етапи, осим на хронометрима, од четири понуђена, а најагресивнији возач је носио црвени број на наредној етапи.[82]

- Трећа мања класификација била је класификација за бијег. У класификацији су се додјељивали поени сваком возачу који је провео барем 5 km у бијегу у коме је било мање од десет возача. Возачима се додјељивао по један поен за сваки километар који проведу у таквом бијегу; возач са највише скупљених поена је побједник класификације, а возач са највише проведених километара у бијегу на свакој појединачној етапи добијао је новчану награду на крају етапе.[81][82]

- Једна од мањих класификација била је и интерђиро класификација, која је уведена први пут од 2005. године.[17] На свим друмским етапама постојала су два пролазна циља и интерђиро циљ, на којем су се додјељивале секунде бонификације за прву тројицу возача, бодови за класификацију по поенима за прву осморицу возача и поени за интерђиро класификацију такође за прву осморицу возача (12, 8, 6, 5, 4, 3, 2 и 1).[79] Лидер класификације је носио зелени број, а побједник је добио трофеј у облику цвијета.[87]

- Последња класификација био је фер плеј за тимове. Тимови су добијали казнене бодове за кршење било каквог правила:

- - Упозорење — 0,50 поена;
  - Новчана казна — 1 поен;
  - Временска казна је 2 поена;
  - Декласификација возача или тимског аута — 100 поена;
  - Дисквалификација возача — 1.000 поена;
  - Возач позитиван на допинг тесту — 2.000 поена. Тим са најмање поена на крају трке је побједник класификације.[82] Ако су тимови изједначени, побједник је тим чији возач заузима највећу позицију у генералном пласману.[82]

Осим класификација, додјељивале су се и друге награде; Монтања Пантани је награда која се од 2004. године додјељује у част Марка Пантанија возачу који пређе први преко једног од највећих успона на трци. Године 2024. то је био успон Сантунарио ди Оропа, што је било трећи пут да се награда додјељивала на том успону, а први је преко њега прешао Погачар. Трофеј Винченцо Торијани додјељује се од 1996. возачу који побиједи на етапи на којој се вози успон Чима Копи. Године 2024. на етапи је побиједио Георг Стајнхаузер.
| Етапа | Побједник            | Генерални пласман | Класификација по поенима | Брдска класификација | Најбољи млади возач | Тимска класи фикација     | Спринт           | Интерђиро        | Агресивност           | Бијег            |
| ----- | -------------------- | ----------------- | ------------------------ | -------------------- | ------------------- | ------------------------- | ---------------- | ---------------- | --------------------- | ---------------- |
| 1.    | Хонатан Нарваез      | Хонатан Нарваез   | Хонатан Нарваез          | Лилијан Калмежан     | Алекс Боден         | Инеос гренадирс           | Дамијано Карузо  | Лилијан Калмежан | Емануел Гебрегзабијер | Лилијан Калмежан |
| 2.    | Тадеј Погачар        | Тадеј Погачар     | Филипо Фјорели           | Тадеј Погачар        | Сиан Ојтебрукс      | Бора—ханзгро              | Андреа Пиколо    | Филипо Фјорели   | Андреа Пиколо         | Филипо Фјорели   |
| 3.    | Тим Мерлије          | Тадеј Погачар     | Тим Мерлије              | Тадеј Погачар        | Сиан Ојтебрукс      | Бора—ханзгро              | Филипо Фјорели   | Филипо Фјорели   | Филипо Фјорели        | Филипо Фјорели   |
| 4.    | Џонатан Милан        | Тадеј Погачар     | Џонатан Милан            | Тадеј Погачар        | Сиан Ојтебрукс      | Инеос гренадирс           | Филипо Фјорели   | Лилијан Калмежан | Франсиско Муњоз       | Лилијан Калмежан |
| 5.    | Бенжамен Томас       | Тадеј Погачар     | Џонатан Милан            | Тадеј Погачар        | Сиан Ојтебрукс      | Инеос гренадирс           | Филипо Фјорели   | Лилијан Калмежан | Матија Баис           | Лилијан Калмежан |
| 6.    | Пелајо Санчез        | Тадеј Погачар     | Џонатан Милан            | Тадеј Погачар        | Сиан Ојтебрукс      | Инеос гренадирс           | Филипо Фјорели   | Филипо Фјорели   | Жилијен Алафилип      | Лилијан Калмежан |
| 7.    | Тадеј Погачар        | Тадеј Погачар     | Џонатан Милан            | Тадеј Погачар        | Лук Плап            | Инеос гренадирс           | Филипо Фјорели   | Филипо Фјорели   | није додијељена       | Лилијан Калмежан |
| 8.    | Тадеј Погачар        | Тадеј Погачар     | Џонатан Милан            | Тадеј Погачар        | Сиан Ојтебрукс      | Декатлон АГ2Р ла мондијал | Филипо Фјорели   | Филипо Фјорели   | Ромен Барде           | Лилијан Калмежан |
| 9.    | Олав Кој             | Тадеј Погачар     | Џонатан Милан            | Тадеј Погачар        | Сиан Ојтебрукс      | Декатлон АГ2Р ла мондијал | Филипо Фјорели   | Кејден Гроувс    | Мирко Маестри         | Андреа Пјетробон |
| 10.   | Валентен Паре Пентре | Тадеј Погачар     | Џонатан Милан            | Тадеј Погачар        | Сиан Ојтебрукс      | Декатлон АГ2Р ла мондијал | Филипо Фјорели   | Филипо Фјорели   | Јан Тратник           | Андреа Пјетробон |
| 11.   | Џонатан Милан        | Тадеј Погачар     | Џонатан Милан            | Тадеј Погачар        | Антонио Тибери      | Декатлон АГ2Р ла мондијал | Филипо Фјорели   | Филипо Фјорели   | Едоардо Афини         | Андреа Пјетробон |
| 12.   | Жилијен Алафилип     | Тадеј Погачар     | Џонатан Милан            | Тадеј Погачар        | Антонио Тибери      | Декатлон АГ2Р ла мондијал | Жилијен Алафилип | Филипо Фјорели   | Жилијен Алафилип      | Андреа Пјетробон |
| 13.   | Џонатан Милан        | Тадеј Погачар     | Џонатан Милан            | Тадеј Погачар        | Антонио Тибери      | Декатлон АГ2Р ла мондијал | Андреа Пјетробон | Филипо Фјорели   | Андреа Пјетробон      | Андреа Пјетробон |
| 14.   | Филипо Гана          | Тадеј Погачар     | Џонатан Милан            | Тадеј Погачар        | Антонио Тибери      | Инеос гренадирс           | Андреа Пјетробон | Филипо Фјорели   | није додијељена       | Андреа Пјетробон |
| 15.   | Тадеј Погачар        | Тадеј Погачар     | Џонатан Милан            | Тадеј Погачар        | Антонио Тибери      | Инеос гренадирс           | Андреа Пјетробон | Филипо Фјорели   | Наиро Кинтана         | Андреа Пјетробон |
| 16.   | Тадеј Погачар        | Тадеј Погачар     | Џонатан Милан            | Тадеј Погачар        | Антонио Тибери      | Декатлон АГ2Р ла мондијал | Андреа Пјетробон | Филипо Фјорели   | Жилијен Алафилип      | Андреа Пјетробон |
| 17.   | Георг Стајнхаузер    | Тадеј Погачар     | Џонатан Милан            | Тадеј Погачар        | Антонио Тибери      | Декатлон АГ2Р ла мондијал | Андреа Пјетробон | Филипо Фјорели   | Наиро Кинтана         | Андреа Пјетробон |
| 18.   | Тим Мерлије          | Тадеј Погачар     | Џонатан Милан            | Тадеј Погачар        | Антонио Тибери      | Декатлон АГ2Р ла мондијал | Андреа Пјетробон | Филипо Фјорели   | Мирко Маестри         | Андреа Пјетробон |
| 19.   | Андреа Вендраме      | Тадеј Погачар     | Џонатан Милан            | Тадеј Погачар        | Антонио Тибери      | Декатлон АГ2Р ла мондијал | Жилијен Алафилип | Филипо Фјорели   | Жилијен Алафилип      | Андреа Пјетробон |
| 20.   | Тадеј Погачар        | Тадеј Погачар     | Џонатан Милан            | Тадеј Погачар        | Антонио Тибери      | Декатлон АГ2Р ла мондијал | Андреа Пјетробон | Филипо Фјорели   | Ђулио Пелицари        | Андреа Пјетробон |
| 21.   | Тим Мерлије          | Тадеј Погачар     | Џонатан Милан            | Тадеј Погачар        | Антонио Тибери      | Декатлон АГ2Р ла мондијал | Андреа Пјетробон | Филипо Фјорели   | Евен Костиу           | Андреа Пјетробон |
| Крај  | Крај                 | Тадеј Погачар     | Џонатан Милан            | Тадеј Погачар        | Антонио Тибери      | Декатлон АГ2Р ла мондијал | Андреа Пјетробон | Филипо Фјорели   | Жилијен Алафилип      | Андреа Пјетробон |

- На другој етапи, Филипо Фјорели, који је био трећепласирани у класификацији по поенима, носио је љубичасту мајицу за лидера класификације, јер је првопласирани Хонатан Нарваез носио розе мајицу за лидера трке, а другопласирани Лилијан Калмежан је носио плаву мајицу за лидера брдске класификације.[92]
- На етапама 3, 4, 9 и 10, Данијел Мартинез, који је био другопласирани у брдској класификацији, носио је плаву мајицу за лидера класификације јер је првопласирани Тадеј Погачар носио розе мајицу за лидера трке.[93] Из истог разлога, на етапама 5, 6, 7 и 8, плаву мајицу је носио Калмежан, који је тада био другопласирани у брдској класификацији,[94] док је на етапама од 11 до 16 плаву мајицу носио Симон Гешке.[95] На етапи 17, плаву мајицу је носио Кристијан Скарони,[96] на етапама 18, 19 и 21 Ђулио Пелицари,[97] а на етапи 20 Георг Стајнхаузер.[98]

## Резултати
| Легенда          | Легенда                                                     | Легенда       | Легенда                                                     |
| ---------------- | ----------------------------------------------------------- | ------------- | ----------------------------------------------------------- |
| розе             | Означава побједника генералног пласмана                     | Плава мајица  | Означава побједника брдске класификације                    |
| Љубичаста мајица | Означава побједника класификације по поенима                | Бијела мајица | Означава побједника класификације за најбољег младог возача |
| црвени број      | Означава побједника класификације за најагресивнијег возача | зелени број   | Означава побједника интерђиро класификације                 |

### Генерални пласман
| Позиција | Возач                  | Тим                       | Вријеме     |
| -------- | ---------------------- | ------------------------- | ----------- |
| 1.       | Тадеј Погачар (СЛО)    | УАЕ тим емирејтс          | 79ч 14' 03" |
| 2.       | Данијел Мартинез (КОЛ) | Бора—ханзгро              | + 9' 56"    |
| 3.       | Герент Томас (УК)      | Инеос гренадирс           | + 10' 24"   |
| 4.       | Бен о Конор (ФРА)      | Декатлон АГ2Р ла мондијал | + 12' 07"   |
| 5.       | Антонио Тибери (ИТА)   | Бахреин–викторијус        | + 12' 49"   |
| 6.       | Тимен Аренсман (ХОЛ)   | Инеос гренадирс           | + 14' 31"   |
| 7.       | Ејнер Рубио (КОЛ)      | Мовистар                  | + 15' 52"   |
| 8.       | Јан Хирт (ЧЕШ)         | Судал—Квик-степ           | + 18' 05"   |
| 9.       | Ромен Барде (ФРА)      | ДСМ—фирмениш постнл       | + 20' 32"   |
| 10.      | Мајкл Сторер (ФРА)     | Тудор про сајклинг        | + 21' 11"   |

| Генерални пласман (11—142) | Генерални пласман (11—142)    | Генерални пласман (11—142)    | Генерални пласман (11—142) |
| Позиција                   | Возач                         | Тим                           | Вријеме                    |
| -------------------------- | ----------------------------- | ----------------------------- | -------------------------- |
| 11.                        | Филипо Цана (ИТА)             | Џејко—алула                   | + 23' 59"                  |
| 12.                        | Лоренцо Фортунато (ИТА)       | Астана Казахстан              | + 26' 44"                  |
| 13.                        | Давиде Пињацоли (ИТА)         | Полти—комета                  | + 32' 23"                  |
| 14.                        | Симон Гешке (ЊЕМ)             | Кофидис                       | + 33' 55"                  |
| 15.                        | Рафал Мајка (ПОЉ)             | УАЕ тим Емирејтс              | + 37' 05"                  |
| 16.                        | Валентен Паре Пентре (ФРА)    | Декатлон АГ2Р ла мондијал     | + 43' 26"                  |
| 17.                        | Дамијано Карузо (ИТА)         | Бахреин—викторијус            | + 48' 16"                  |
| 18.                        | Лука Ковили (ИТА)             | ВФ груп—Бардијани—ЦСФ—фаизане | + 51' 08"                  |
| 19.                        | Наиро Кинтана (КОЛ)           | Мовистар                      | + 54' 37"                  |
| 20.                        | Доменико Поцовиво (ИТА)       | ВФ груп—Бардијани—ЦСФ—фаизане | + 56' 32"                  |
| 21.                        | Алекс Боден (ФРА)             | Декатлон АГ2Р ла мондијал     | + 1ч 00' 47"               |
| 22.                        | Атила Валтер (МАЂ)            | Визма—лејз а бајк             | + 1ч 04' 46"               |
| 23.                        | Никола Кончи (ИТА)            | Алпесин—декунинк              | + 1ч 09' 10"               |
| 24.                        | Ђовани Алеоти (ИТА)           | Бора–ханзгро                  | + 1ч 13' 03"               |
| 25.                        | Мишел Рис (ЛУК)               | Аркеа—бб хотелс               | + 1ч 20' 06"               |
| 26.                        | Орелин Паре Пентре (ФРА)      | Декатлон АГ2Р ла мондијал     | + 1ч 22' 55"               |
| 27.                        | Едоардо Цамбанини (ИТА)       | Бахреин—викторијус            | + 1ч 25' 56"               |
| 28.                        | Хонатан Нарваез (ЕКВ)         | Инеос гренадирс               | + 1ч 33' 13"               |
| 29.                        | Кевин Вермарке (САД)          | ДСМ—фирмениш постнл           | + 1ч 33' 41"               |
| 30.                        | Маури Вансевенант (БЕЛ)       | Судал—Квик-степ               | + 1ч 47' 43"               |
| 31.                        | Феликс Гросшартнер (АУТ)      | УАЕ тим Емирејтс              | + 1ч 56' 06"               |
| 32.                        | Симоне Веласко (ИТА)          | Астана Казахстан              | + 2ч 00' 00"               |
| 33.                        | Георг Стајнхаузер (ЊЕМ)       | ЕФ едукејшон—изипост          | + 2ч 01' 11"               |
| 34.                        | Јан Тратник (СЛО)             | Визма—лејз а бајк             | + 2ч 04' 15"               |
| 35.                        | Естебан Чавез (КОЛ)           | ЕФ едукејшон—изипост          | + 2ч 04' 22"               |
| 36.                        | Крис Хамилтон (АУС)           | ДСМ—фирмениш постнл           | + 2ч 07' 50"               |
| 37.                        | Лари Варбас (САД)             | Декатлон АГ2Р ла мондијал     | + 2ч 12' 16"               |
| 38.                        | Михаел Валгрен (ДАН)          | ЕФ едукејшон—изипост          | + 2ч 12' 33"               |
| 39.                        | Хуан Педро Лопез (ШПА)        | Лидл—трек                     | + 2ч 13' 11"               |
| 40.                        | Пелајо Санчез (ШПА)           | Мовистар                      | + 2ч 14' 44"               |
| 41.                        | Алесандро Тонели (ИТА)        | ВФ груп—Бардијани—ЦСФ—фаизане | + 2ч 17' 48"               |
| 42.                        | Лилијан Калмежан (ФРА)        | Интермарше—ванти              | + 2ч 23' 01"               |
| 43.                        | Гејс Лемрајзе (ХОЛ)           | ДСМ—фирмениш постнл           | + 2ч 24' 58"               |
| 44.                        | Марко Фриго (ИТА)             | Израел—премијер тех           | + 2ч 28' 33"               |
| 45.                        | Максимилијан Шахман (ЊЕМ)     | Бора–ханзгро                  | + 2ч 29' 54"               |
| 46.                        | Андреа Вендраме (ИТА)         | Декатлон АГ2Р ла мондијал     | + 2ч 30' 54"               |
| 47.                        | Хенок Мулубран (ЕРИ)          | Астана Казахстан              | + 2ч 33' 34"               |
| 48.                        | Жилијен Алафилип (ФРА)        | Судал—Квик-степ               | + 2ч 35' 58"               |
| 49.                        | Ђулио Пелицари (ИТА)          | ВФ груп—Бардијани—ЦСФ—фаизане | + 2ч 42' 10"               |
| 50.                        | Вил Барта (САД)               | Мовистар                      | + 2ч 44' 15"               |
| 51.                        | Алесандро де Марки (ИТА)      | Џејко—алула                   | + 2ч 47' 06"               |
| 52.                        | Лук Плап (АУС)                | Џејко—алула                   | + 2ч 52' 59"               |
| 53.                        | Којнтен Херманс (БЕЛ)         | Алпесин—декунинк              | + 2ч 53' 06"               |
| 54.                        | Рубен Фернандез (ШПА)         | Кофидис                       | + 2ч 53' 11"               |
| 55.                        | Томас Шампион (ФРА)           | Кофидис                       | + 2ч 57' 59"               |
| 56.                        | Енцо Палени (ФРА)             | Групама—ФДЈ                   | + 2ч 00' 47"               |
| 57.                        | Јаша Ситерлин (ЊЕМ)           | Бахреин—викторијус            | + 3ч 04' 32"               |
| 58.                        | Бен Свифт (УК)                | Инеос гренадирс               | + 3ч 04' 46"               |
| 59.                        | Магнус Шефилд (САД)           | Инеос гренадирс               | + 3ч 06' 10"               |
| 60.                        | Мирко Маестри (ИТА)           | Полти—комета                  | + 3ч 11' 01"               |
| 61.                        | Матија Баис (ИТА)             | Полти—комета                  | + 3ч 12' 08"               |
| 62.                        | Микел Оноре (ДАН)             | ЕФ едукејшон—изипост          | + 3ч 18' 52"               |
| 63.                        | Емануел Гебрегзабијер (ЕРИ)   | Лидл—трек                     | + 3ч 20' 43"               |
| 64.                        | Рајнер Кеплингер (АУТ)        | Бахреин—викторијус            | + 3ч 23' 14"               |
| 65.                        | Андреа Бађиоли (ИТА)          | Лидл—трек                     | + 3ч 34' 13"               |
| 66.                        | Харисон Вуд (УК)              | Кофидис                       | + 3ч 34' 36"               |
| 67.                        | Домен Новак (СЛО)             | УАЕ тим Емирејтс              | + 3ч 36' 45"               |
| 68.                        | Алберт Торес (ШПА)            | Мовистар                      | + 3ч 38' 37"               |
| 69.                        | Дамјен Туз (ФРА)              | Декатлон АГ2Р ла мондијал     | + 3ч 46' 43"               |
| 70.                        | Давиде Балерини (ИТА)         | Астана Казахстан              | + 3ч 48' 00"               |
| 71.                        | Џеферсон Кепеда (ЕКВ)         | ЕФ едукејшон—изипост          | + 3ч 51' 59"               |
| 72.                        | Сирил Барт (ФРА)              | Групама—ФДЈ                   | + 3ч 54' 13"               |
| 73.                        | Алесандро Вере (ИТА)          | Аркеа—бб хотелс               | + 3ч 54' 23"               |
| 74.                        | Флоријан Сторк (ЊЕМ)          | Тудор про сајклинг            | + 3ч 54' 30"               |
| 75.                        | Вегард Стаке Ленген (НОР)     | УАЕ тим Емирејтс              | + 3ч 56' 58"               |
| 76.                        | Давиде Баис (ИТА)             | Полти—комета                  | + 3ч 58' 26"               |
| 77.                        | Филипо Фјорели (ИТА)          | ВФ груп—Бардијани—ЦСФ—фаизане | + 4ч 00' 18"               |
| 78.                        | Питер Сери (БЕЛ)              | Судал—Квик-степ               | + 4ч 00' 53"               |
| 79.                        | Тобијас Фос (НОР)             | Инеос гренадирс               | + 4ч 01' 40"               |
| 80.                        | Стефан де Бод (ЈАР)           | ЕФ едукејшон—изипост          | + 4ч 04' 01"               |
| 81.                        | Андреа Пасквалон (ИТА)        | Бахреин—викторијус            | + 4ч 07' 30"               |
| 82.                        | Матео Трентин (ИТА)           | Тудор про сајклинг            | + 4ч 07' 41"               |
| 83.                        | Конор Свифт (УК)              | Инеос гренадирс               | + 4ч 08' 46"               |
| 84.                        | Џими Јансен (БЕЛ)             | Алпесин—декунинк              | + 4ч 13' 19"               |
| 85.                        | Лоренцо Милези (ИТА)          | Мовистар                      | + 4ч 13' 21"               |
| 86.                        | Патрик Гампер (АУТ)           | Бора–ханзгро                  | + 4ч 14' 45"               |
| 87.                        | Лоренцо Германи (ИТА)         | Групама—ФДЈ                   | + 4ч 16' 21"               |
| 88.                        | Бастјен Тронхон (ФРА)         | Декатлон АГ2Р ла мондијал     | + 4ч 16' 47"               |
| 89.                        | Дион Смит (НЗЛ)               | Интермарше—ванти              | + 4ч 17' 50"               |
| 90.                        | Евен Костиу (ФРА)             | Аркеа—бб хотелс               | + 4ч 18' 08"               |
| 91.                        | Кејден Гроувс (АУС)           | Алпесин—декунинк              | + 4ч 18' 38"               |
| 92.                        | Јаспер Стојвен (БЕЛ)          | Лидл—трек                     | + 4ч 20' 07"               |
| 93.                        | Луис Аски (УК)                | Групама—ФДЈ                   | + 4ч 21' 30"               |
| 94.                        | Матео Фабро (ИТА)             | Полти—комета                  | + 4ч 22' 04"               |
| 95.                        | Едвард Планкарт (БЕЛ)         | Алпесин—декунинк              | + 4ч 25' 03"               |
| 96.                        | Тобијас Бајер (АУТ)           | Алпесин—декунинк              | + 4ч 25' 27"               |
| 97.                        | Сајмон Кларк (АУС)            | Израел—премијер тех           | + 4ч 26' 00"               |
| 98.                        | Кевин Колеони (ИТА)           | Интермарше—ванти              | + 4ч 27' 05"               |
| 99.                        | Мартин Марчелузи (ИТА)        | ВФ груп—Бардијани—ЦСФ—фаизане | + 4ч 29' 28"               |
| 100.                       | Јонас Кох (ЊЕМ)               | Бора–ханзгро                  | + 4ч 29' 56"               |
| 101.                       | Филипо Гана (ИТА)             | Инеос гренадирс               | + 4ч 34' 59"               |
| 102.                       | Мануеле Тароци (ИТА)          | ВФ груп—Бардијани—ЦСФ—фаизане | + 4ч 38' 06"               |
| 103.                       | Лоренс Пичи (НЗЛ)             | Групама—ФДЈ                   | + 4ч 38' 23"               |
| 104.                       | Рул ван Синтмартенсдајк (ХОЛ) | Интермарше—ванти              | + 4ч 39' 29"               |
| 105.                       | Тим ван Дајке (ХОЛ)           | Визма—лејз а бајк             | + 4ч 43' 29"               |
| 106.                       | Дрис де Потер (БЕЛ)           | Интермарше—ванти              | + 4ч 43' 53"               |
| 107.                       | Фабио ван ден Босхе (БЕЛ)     | Алпесин—декунинк              | + 4ч 46' 05"               |
| 108.                       | Микел Бјерг (ДАН)             | УАЕ тим Емирејтс              | + 4ч 52' 11"               |
| 109.                       | Андреа Пјетробон (ИТА)        | Полти—комета                  | + 4ч 53' 44"               |
| 110.                       | Александер Камп (ДАН)         | Тудор про сајклинг            | + 4ч 54' 18"               |
| 111.                       | Тимо Килих (БЕЛ)              | Алпесин—декунинк              | + 4ч 56' 47"               |
| 112.                       | Мадис Микелс (ЕСТ)            | Интермарше—ванти              | + 4ч 57' 16"               |
| 113.                       | Едвард Тхенс (БЕЛ)            | Лидл—трек                     | + 5ч 11' 21"               |
| 114.                       | Николас Дебомарш (ФРА)        | Кофидис                       | + 5ч 11' 40"               |
| 115.                       | Мајкл Хепбурн (АУС)           | Џејко—алула                   | + 5ч 11' 49"               |
| 116.                       | Алберто Даинезе (ИТА)         | Тудор про сајклинг            | + 5ч 14' 20"               |
| 117.                       | Лук Ламперти (САД)            | Судал—Квик-степ               | + 5ч 15' 06"               |
| 118.                       | Џонатан Милан (ИТА)           | Лидл—трек                     | + 5ч 18' 49"               |
| 119.                       | Донован Гронден (ФРА)         | Аркеа—бб хотелс               | + 5ч 19' 38"               |
| 120.                       | Кејлеб Јуан (АУС)             | Џејко—алула                   | + 5ч 20' 01"               |
| 121.                       | Руи Оливеира (ПОР)            | УАЕ тим Емирејтс              | + 5ч 21' 05"               |
| 122.                       | Франсиско Муњоз (ШПА)         | Полти—комета                  | + 5ч 21' 56"               |
| 123.                       | Симоне Конзони (ИТА)          | Лидл—трек                     | + 5ч 24' 28"               |
| 124.                       | Енрико Заночело (ИТА)         | ВФ груп—Бардијани—ЦСФ—фаизане | + 5ч 24' 52"               |
| 125.                       | Хуан Себастијан Молано (КОЛ)  | УАЕ тим Емирејтс              | + 5ч 25' 08"               |
| 126.                       | Иго Офстетер (ФРА)            | Израел—премијер тех           | + 5ч 25' 50"               |
| 127.                       | Макс Валшајд (ЊЕМ)            | Џејко—алула                   | + 5ч 26' 34"               |
| 128.                       | Ђовани Лонарди (ИТА)          | Полти—комета                  | + 5ч 29' 14"               |
| 129.                       | Станислав Аниолковски (ПОЉ)   | Кофидис                       | + 5ч 30' 35"               |
| 130.                       | Едоардо Афини (ИТА)           | Визма—лејз а бајк             | + 5ч 30' 59"               |
| 131.                       | Рајан Мулен (ИРС)             | Бора–ханзгро                  | + 5ч 35' 48"               |
| 132.                       | Дан Хол (ХОЛ)                 | Лидл—трек                     | + 5ч 37' 50"               |
| 133.                       | Оливје ле Гак (ФРА)           | Групама—ФДЈ                   | + 5ч 39' 13"               |
| 134.                       | Давиде Чимолаи (ИТА)          | Мовистар                      | + 5ч 39' 49"               |
| 135.                       | Берт ван Лерберге (БЕЛ)       | Судал—Квик-степ               | + 5ч 40' 20"               |
| 136.                       | Робин Фроадево (ШВА)          | Тудор про сајклинг            | + 5ч 41' 04"               |
| 137.                       | Фернандо Гавириа (КОЛ)        | Мовистар                      | + 5ч 42' 54"               |
| 138.                       | Тим Мерлије (БЕЛ)             | Судал—Квик-степ               | + 5ч 46' 04"               |
| 139.                       | Фабијан Лијнхар (ШВА)         | Групама—ФДЈ                   | + 5ч 46' 08"               |
| 140.                       | Тобијас Лунд Андерсен (ДАН)   | ДСМ—фирмениш постнл           | + 5ч 49' 25"               |
| 141.                       | Јозеф Черни (ЧЕШ)             | Судал—Квик-степ               | + 5ч 55' 35"               |
| 142.                       | Алан Риу (ФРА)                | Аркеа—бб хотелс               | + 6ч 02' 28"               |

| Нису завршили | Нису завршили             | Нису завршили        | Нису завршили |
| —             | Возач                     | Тим                  | етапа         |
| ------------- | ------------------------- | -------------------- | ------------- |
| —             | Роберт Хесинк (ХОЛ)       | Визма—лејз а бајк    | 2             |
| —             | Еди Данбар (ИРС)          | Џејко—алула          | 3             |
| —             | Сајмон Кер (УК)           | ЕФ едукејшон—изипост | 3             |
| —             | Брам Велтен (ХОЛ)         | ДСМ—фирмениш постнл  | 4             |
| —             | Торстејн Трен (НОР)       | Бахреин—викторијус   | 4             |
| —             | Бинијам Грмај (ЕРИ)       | Интермарше—ванти     | 4             |
| —             | Адријен Пети (ФРА)        | Интермарше—ванти     | 5             |
| —             | Флоријан Липовиц (ЊЕМ)    | Бора—ханзгро         | 6             |
| —             | Рајли Пикрел (КАН)        | Израел—премијер тех  | 6             |
| —             | Надав Раизберг (ИЗР)      | Израел—премијер тех  | 6             |
| —             | Мајкл Вудс (КАН)          | Израел—премијер тех  | 6             |
| —             | Кристоф Лапорт (ФРА)      | Визма—лејз а бајк    | 8             |
| —             | Алексеј Луценко (КАЗ)     | Астана Казахстан     | 9             |
| —             | Александер Кригер (ЊЕМ)   | Тудор про сајклинг   | 9             |
| —             | Олав Кој (ХОЛ)            | Визма—лејз а бајк    | 10            |
| —             | Макс Кантер (ЊЕМ)         | Астана Казахстан     | 10            |
| —             | Мариус Мајрхофер (ЊЕМ)    | Тудор про сајклинг   | 10            |
| —             | Итан Вернон (УК)          | Израел—премијер тех  | 10            |
| —             | Луј Баре (ФРА)            | Аркеа—бб хотелс      | 11            |
| —             | Стефано Олдани (ИТА)      | Кофидис              | 11            |
| —             | Сиан Ојтебрукс (ХОЛ)      | Визма—лејз а бајк    | 11            |
| —             | Фабио Јакобсен (ХОЛ)      | ДСМ—фирмениш постнл  | 12            |
| —             | Фил Баухаус (ЊЕМ)         | Бахреин—викторијус   | 14            |
| —             | Лука Мезгец (СЛО)         | Џејко—алула          | 14            |
| —             | Вадим Пронски (КАЗ)       | Астана Казахстан     | 15            |
| —             | Клеман Дави (ФРА)         | Групама—ФДЈ          | 15            |
| —             | Јенте Бирманс (БЕЛ)       | Аркеа—бб хотелс      | 16            |
| —             | Дани ван Попел (ХОЛ)      | Бора—ханзгро         | 16            |
| —             | Бенжамен Томас (ФРА)      | Кофидис              | 16            |
| —             | Јулиус ван ден Берг (ХОЛ) | ДСМ—фирмениш постнл  | 16            |
| —             | Давид Декер (ХОЛ)         | Визма—лејз а бајк    | 17            |
| —             | Кристијан Скарони (ИТА)   | Астана Казахстан     | 18            |
| —             | Ник Шулц (АУС)            | Израел—премијер тех  | 19            |
| —             | Андреа Пиколо (ИТА)       | ЕФ едукејшон—изипост | 19            |

### Класификација по поенима
| Позиција | Возач                       | Тим                           | Поени |
| -------- | --------------------------- | ----------------------------- | ----- |
| 1.       | Џонатан Милан (ИТА)         | Лидл—трек                     | 352   |
| 2.       | Кејден Гроувс (АУС)         | Алпесин—декунинк              | 225   |
| 3.       | Тим Мерлије (БЕЛ)           | Судал—Квик-степ               | 193   |
| 4.       | Жилијен Алафилип (ФРА)      | Судал—Квик-степ               | 132   |
| 5.       | Тадеј Погачар (СЛО)         | УАЕ тим емирејтс              | 126   |
| 6.       | Андреа Пјетробон (ИТА)      | Полти—комета                  | 117   |
| 7.       | Филипо Фјорели (ИТА)        | ВФ груп—Бардијани—ЦСФ—фаизане | 116   |
| 8.       | Давиде Балерини (ИТА)       | Астана Казахстан              | 84    |
| 9.       | Хонатан Нарваез (ЕКВ)       | Инеос гренадирс               | 80    |
| 10.      | Станислав Аниолковски (ПОЉ) | Кофидис                       | 78    |

### Брдска класификација
| Позиција | Возач                       | Тим                           | Поени |
| -------- | --------------------------- | ----------------------------- | ----- |
| 1.       | Тадеј Погачар (СЛО)         | УАЕ тим емирејтс              | 270   |
| 2.       | Ђулио Пелицари (ИТА)        | ВФ груп—Бардијани—ЦСФ—фаизане | 206   |
| 3.       | Георг Стајнхаузер (ЊЕМ)     | ЕФ едукејшон—изипост          | 153   |
| 4.       | Наиро Кинтана (КОЛ)         | Мовистар                      | 114   |
| 5.       | Жилијен Алафилип (ФРА)      | Судал—Квик-степ               | 101   |
| 6.       | Данијел Мартинез (КОЛ)      | Бора—ханзгро                  | 81    |
| 7.       | Симон Гешке (ЊЕМ)           | Кофидис                       | 78    |
| 8.       | Валентен Паре Пентре (ФРА)  | Декатлон АГ2Р ла мондијал     | 59    |
| 9.       | Ромен Барде (ФРА)           | ДСМ—фирмениш постнл           | 47    |
| 10.      | Емануел Гебрегзабијер (ЕРИ) | Лидл—трек                     | 42    |

### Класификација за најбољег младог возача
| Позиција | Возач                       | Тим                       | Вријеме      |
| -------- | --------------------------- | ------------------------- | ------------ |
| 1.       | Антонио Тибери (ПОР)        | Бахреин—викторијус        | 79ч 26' 52"  |
| 2.       | Тимен Аренсман (ХОЛ)        | Инеос гренадирс           | + 1' 42"     |
| 3.       | Филипо Цана (НОР)           | Џејко—алула               | + 11' 10"    |
| 4.       | Давиде Пињацоли (КОЛ)       | Полти—комета              | + 19' 34"    |
| 5.       | Валентен Паре Пентре (БЕЛ)} | Декатлон АГ2Р ла мондијал | + 30' 37"    |
| 6.       | Алекс Боден (КОЛ)           | Декатлон АГ2Р ла мондијал | + 47' 58"    |
| 7.       | Ђовани Алеоти (ИТА)         | Бора—ханзгро              | + 1h 00' 14" |
| 8.       | Едоардо Цамбанини (БЕЛ)     | Бахреин—викторијус        | + 1ч 13' 07" |
| 9.       | Кевин Вермарке (САД)        | ДСМ—фирмениш постнл       | + 1ч 20' 52" |
| 10.      | Маури Вансевенант (ИТА)     | Судал—Квик-степ           | + 1ч 34' 54" |

### Тимска класификација
| Позиција | Тим                           | вријеме      |
| -------- | ----------------------------- | ------------ |
| 1.       | Декатлон АГ2Р ла мондијал     | 238ч 30' 07" |
| 2.       | Инеос гренадирс               | + 44' 23"    |
| 3.       | УАЕ тим Емирејтс              | + 1ч 01' 50" |
| 4.       | Бахреин—викторијус            | + 1ч 20' 25" |
| 5.       | Мовистар                      | + 1ч 51' 00" |
| 6.       | Астана Казахстан              | + 1ч 58' 31" |
| 7.       | ВФ груп—Бардијани—ЦСФ—фаизане | + 2ч 16' 59" |
| 8.       | ДСМ—фирмениш постнл           | + 2ч 18' 50" |
| 9.       | Бора—ханзгро                  | + 2ч 45' 37" |
| 10.      | Судал—Квик-степ               | + 2ч 59' 42" |

### Спринт класификација
| Позиција | Возач                  | Тим                           | Поени |
| -------- | ---------------------- | ----------------------------- | ----- |
| 1.       | Андреа Пјетробон (ИТА) | Полти—комета                  | 70    |
| 2.       | Жилијен Алафилип (ФРА) | Судал—Квик-степ               | 67    |
| 3.       | Мирко Маестри (ИТА)    | Полти—комета                  | 43    |
| 4.       | Давиде Балерини (ИТА)  | Астана Казахстан              | 43    |
| 5.       | Филипо Фјорели (ИТА)   | ВФ груп—Бардијани—ЦСФ—фаизане | 43    |
| 6.       | Кејден Гроувс (АУС)    | Алпесин—декунинк              | 26    |
| 7.       | Мартин Марчелузи (ИТА) | ВФ груп—Бардијани—ЦСФ—фаизане | 26    |
| 8.       | Џонатан Милан (ИТА)    | Лидл—трек                     | 20    |
| 9.       | Микел Оноре (ДАН)      | ЕФ едукејшон—изипост          | 19    |
| 10.      | Тадеј Погачар (СЛО)    | УАЕ тим емирејтс              | 18    |

### Интерђиро класификација
| Позиција | Возач                   | Тим                           | Поени            |    |
| -------- | ----------------------- | ----------------------------- | ---------------- | -- |
| 1.       | Филипо Фјорели (ИТА)    | ВФ груп—Бардијани—ЦСФ—фаизане | 59               |    |
| 2.       | Жилијен Алафилип (ФРА)  | Судал—Квик-степ               | 48               |    |
| 3.       | Андреа Пјетробон (ИТА)  | Полти—комета                  | 44               |    |
| 4.       | Кејден Гроувс (АУС)     | Алпесин—декунинк              | Астана Казахстан | 37 |
| 5.       | Мирко Маестри (ИТА)     | Полти—комета                  | 34               |    |
| 6.       | Георг Стајнхаузер (ЊЕМ) | ЕФ едукејшон—изипост          | 25               |    |
| 7.       | Мануеле Тароци (ИТА)    | ВФ груп—Бардијани—ЦСФ—фаизане | 24               |    |
| 8.       | Пелајо Санчез (ШПА)     | Мовистар                      | 22               |    |
| 9.       | Џонатан Милан (ИТА)     | Лидл—трек                     | 21               |    |
| 10.      | Алесандро Тонели (ИТА)  | ВФ груп—Бардијани—ЦСФ—фаизане | 20               |    |

### Класификација за бијег
| Позиција | Возач                       | Тим                           | Километри |
| -------- | --------------------------- | ----------------------------- | --------- |
| 1.       | Андреа Пјетробон (ИТА)      | Полти—комета                  | 605       |
| 2.       | Мирко Маестри (ИТА)         | Полти—комета                  | 523       |
| 3.       | Жилијен Алафилип (ФРА)      | Судал—Квик-степ               | 490       |
| 4.       | Филипо Фјорели (ИТА)        | ВФ груп—Бардијани—ЦСФ—фаизане | 368       |
| 5.       | Едоардо Афини (ИТА)         | Визма—лејз а бајк             | 254       |
| 6.       | Лилијан Калмежан (ФРА)      | Интермарше—ванти              | 249       |
| 7.       | Алесандро Тонели (ИТА)      | ВФ груп—Бардијани—ЦСФ—фаизане | 243       |
| 8.       | Давиде Балерини (ИТА)       | Астана Казахстан              | 242       |
| 9.       | Ђулио Пелицари (ИТА)        | ВФ груп—Бардијани—ЦСФ—фаизане | 236       |
| 10.      | Емануел Гебрегзабијер (ЕРИ) | Лидл—трек                     | 219       |